# Simonyi Antal
Simonyi Antal (Kecskemét, 1821. június 3. – Budapest, 1892. január 3.) magyar festő, fényképész.

## Életpályája
Szülei: Simonyi János (1784–1853) országgyűlési képviselő és Sántha Anna (1794-1865) voltak. Középiskolai tanulmányait Kecskeméten járta ki. Pesten mérnöki tanfolyamot végzett (1841). Ezzel párhuzamosan német, olasz és
francia nyelvet tanult. 1841–1843 között a Bécsi Képzőművészeti Akadémia hallgatója volt. 1843-ban Velencébe, majd Firenzébe és Rómába (1843–1845) utazott. Párizsban (1846–1847) tanulta a fényképezést. Nem vett részt az 1848–49-es forradalom és szabadságharcban, de 1851-ben letartóztatták és a pesti Újépületben raboskodott. A börtönben a foglyokat festette le. 1855-ben párizsi világkiállításon pillanatfelvételi találmányát aranyéremmel díjazták. Hazátérve (1856) műtermet nyitott; Pest legjobb fényképésze volt tíz éven át. Ezután a statisztikai hivatal tisztviselőjeként dolgozott. 1872-ben a kecskeméti iparműkiállításon aranyéremmel díjazták képeit. 1873-ban részt vett a bécsi világkiállításon is. 1883-ban az országos válság őt is elérte, és csődbe ment.
Erőssége a portréi (Arany János, Madách Imre stb.) voltak. Elkészítette az 1861. évi országgyűlés tagjait bemutató albumot.
A Fiumei úti sírkertben lett eltemetve. Sírhelye jeltelen, vagy felszámolták.

## Művei

### Festményei

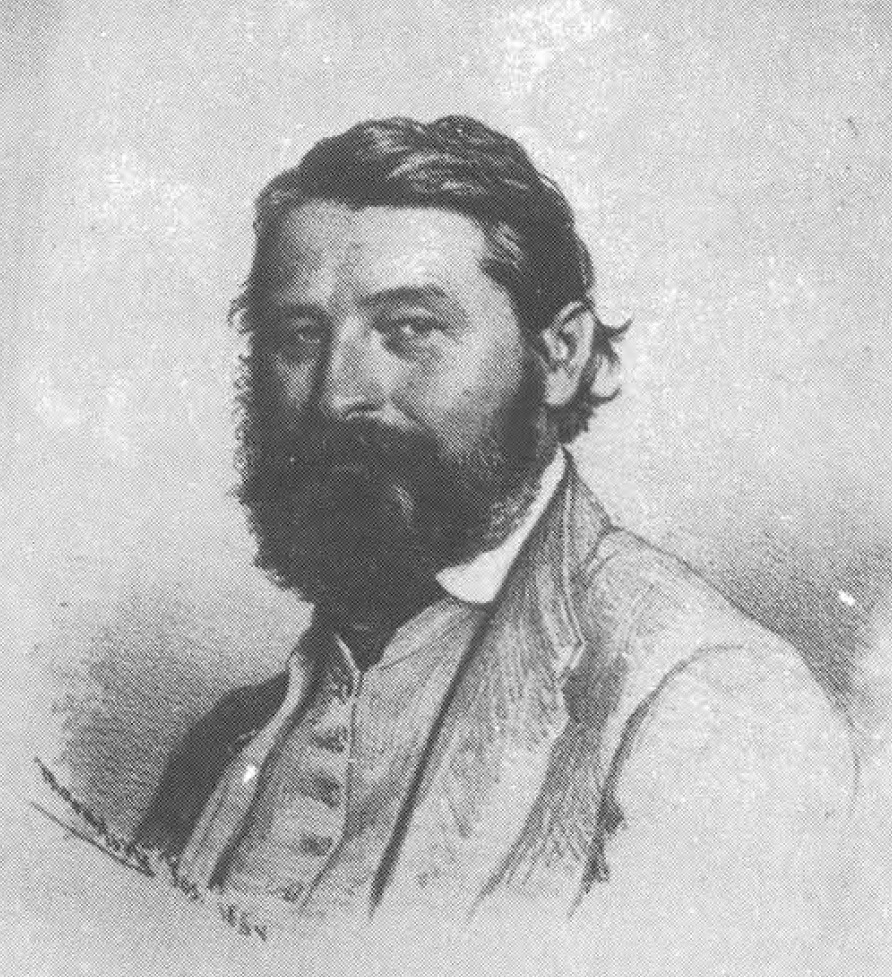
Önarckép

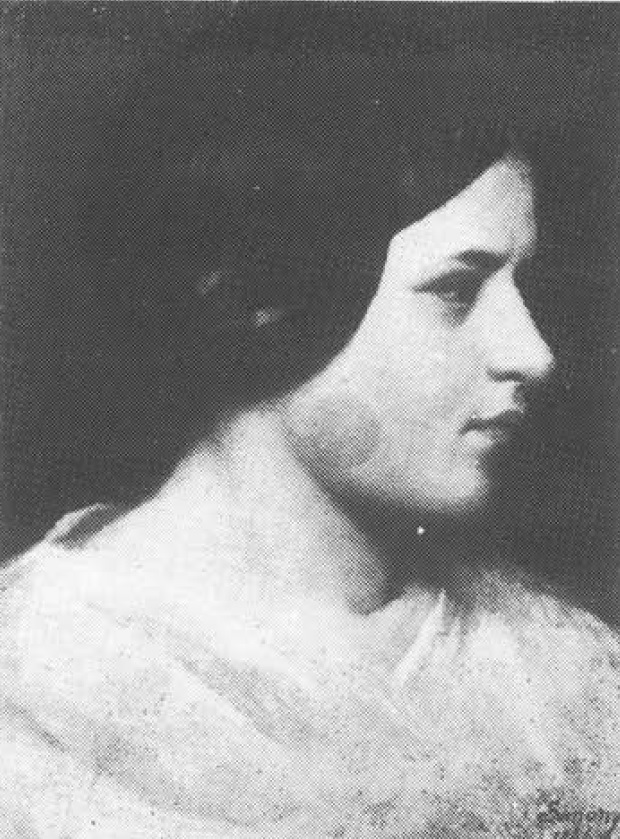
Női portré (1856)

- Női portré (1845, 1856)
- Önarckép (1847, 1852, 1864)
- Dombrády László arcképe (1851)
- Dunyov István (1851)
- Okrutszky Aurél arcképe (1852)
- Rabportré (1852)
- Szemere Pál arcképe (1855)

### Fotói
- Adorján Boldizsár (1855)
- Munkácsy Flóra (1860)
- Náday Ferenc (1860)
- Podmaniczky Frigyes (1860, 1870)
- Szeniczey Ödön (1860)
- Fáncsy Ilka (1862)
- Tisza Kálmán (1865)
- Arany János (1867, 1879)
- Telepi György (1870)
- Andrássy Gyula

## Galéria

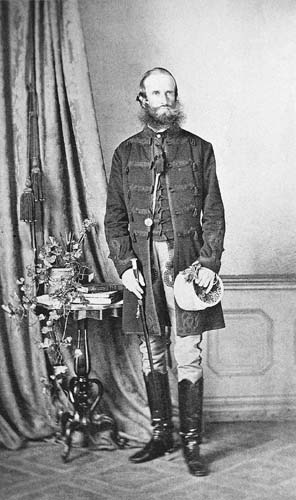
Podmaniczky Frigyes
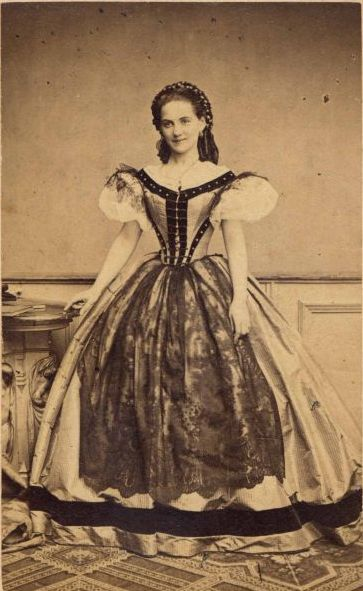
Fáncsy Ilka
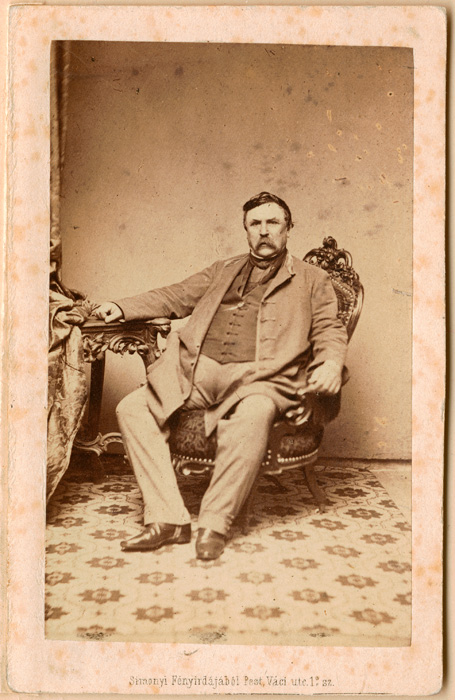
Deák Ferenc